# Donggang (Pingtung)
Donggang (chinesisch 東港鎮, Pinyin Dōnggǎng zhèn, Pe̍h-ōe-jī Tang-káng-tìn) ist eine Stadtgemeinde des Landkreises Pingtung im Süden von Taiwan.

## Lage und Bedeutung
Donggang liegt an der Westküste des Landkreises Pingtung im Südwesten der Insel Taiwan, unweit der Millionenstadt Kaohsiung an der Taiwanstraße. Donggangs Fischereihafen gehört zu den größten Taiwans, in seiner Nähe liegen zahlreiche traditionelle wie moderne Betriebe für Fischverarbeitung. Der Ort ist berühmt für seine Meeresfrüchte-Restaurants.
Es existiert eine regelmäßige Fährverbindung zur vorgelagerten kleinen Insel Xiaoliuqiu.

## Kultur und Tourismus

### Der Donglong-Tempel
Donggang beherbergt einen der bedeutendsten daoistischen Tempel Südtaiwans, den Donglong-Tempel, in dem hauptsächlich Wen Wangye, der „Königliche Herr Wen“ (eine Persönlichkeit und spätere Gottheit der Tang-Dynastie) verehrt wird. Höhepunkt des Kults ist alle drei Jahre die „Verbrennung des Königlichen Schiffs“, bei der ein geschmücktes und mit Opfergeld beladenes Schiff als opfer verbrannt wird, um von der Gottheit Wohlwollen und Schutz zu erflehen. Die traditionelle Zeremonie ist inzwischen auch eine touristische Attraktion, die Besucher aus nah und fern anzieht.

### Das Blauflossen-Thun-Festival
Das Blauflossen-Thun-Festival (東港黑鮪魚文化季 Donggang hei weiyu wenhuaji) findet seit 2008 jährlich zwischen Mai und Juli in Donggang statt. Der Pazifische Blauflossen-Thun (Thunnus orientalis) wird während seiner Laichzeit im Mai und Juni im Ostchinesischen Meer, im Südchinesischen Meer, in der Luzonstraße und vor der taiwanischen Küste angetroffen und gefischt. Das Thun-Festival ist eine moderne Initiative der Stadt Donggang, die sich mit eigenen Schiffen am Thun-Fang beteiligt. Das Festival lockt jährlich tausende von Besuchern nach Donggang. Allerdings wird mittlerweile von offiziellen wissenschaftlichen Gremien Taiwans vom Verzehr des Blauflossen-Thunfischs grundsätzlich abgeraten – vor allem aus Gründen der Überfischung und der potentiellen Schwermetallbelastung.

## Galerie

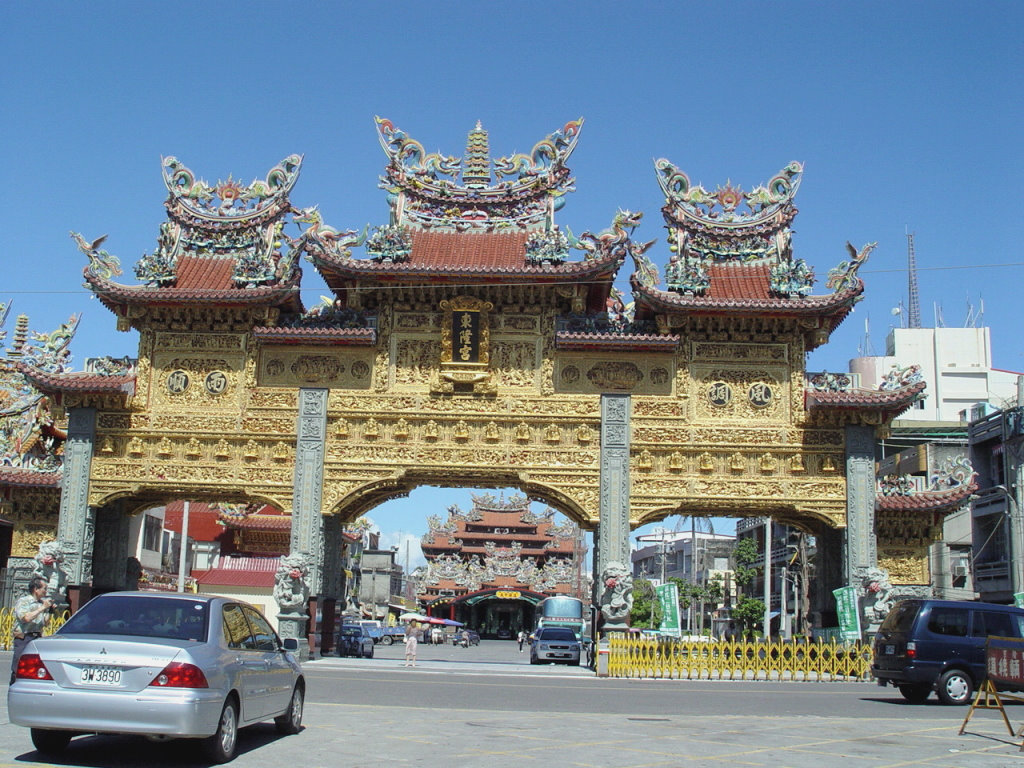
Der Donglong-Tempel
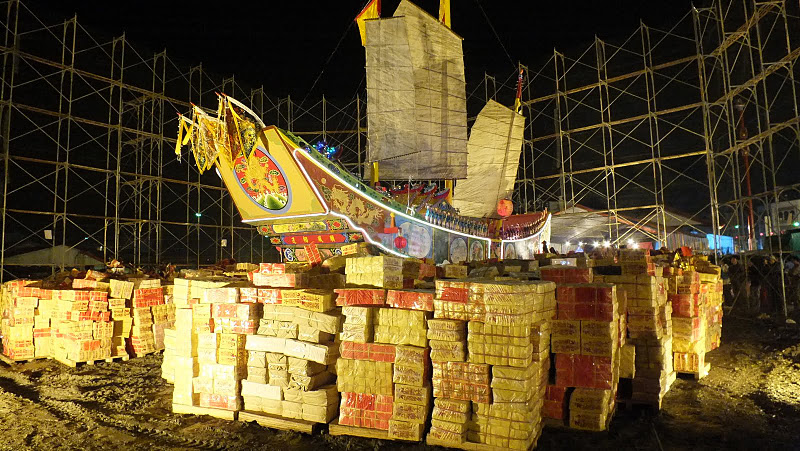
Das „Königliche Schiff“ vor seiner Verbrennung
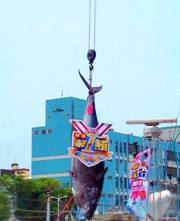
Gefangener Blauflossen-Thun in Donggang